# D-アラビノノラクトナーゼ
D-アラビノノラクトナーゼ(D-arabinonolactonase、EC 3.1.1.30)は、以下の化学反応を触媒する酵素である。
D-アラビノノ-1,4-ラクトン + 水{\displaystyle \rightleftharpoons }D-アラビノン酸
従って、基質はD-アラビノノ-1,4-ラクトンと水の2つ、生成物はD-アラビノン酸のみである。
この酵素は加水分解酵素に分類され、特にエステル結合に作用する。系統名は、D-アラビノノ-1,4-ラクトン ラクトノヒドロラーゼ(D-arabinono-1,4-lactone lactonohydrolase)である。